# Le Subdray
Le Subdray là một xã thuộc tỉnh Cher trong vùng Centre-Val de Loire miền trung Pháp.

## Dân số
| 1962                                | 1968 | 1975 | 1982 | 1990 | 1999 | 2006 |
| ----------------------------------- | ---- | ---- | ---- | ---- | ---- | ---- |
| 342                                 | 355  | 425  | 431  | 478  | 712  | 832  |
| Từ năm 1962 Dân số không tính trùng |      |      |      |      |      |      |